# ジャッラターナ
ジャッラターナ（イタリア語: Giarratana）は、イタリア共和国シチリア州ラグーザ県にある、人口約2,900人の基礎自治体（コムーネ）。

## 地理

### 位置・広がり

#### 隣接コムーネ
隣接するコムーネは以下の通り。括弧内のSRはシラクーザ県、CTはカターニア県所属を示す。
- ブッケリ (SR)
- ブシェーミ (SR)
- リコディーア・エウベーア (CT)
- モーディカ

モンテロッソ・アルモ
- ラグーザ
- ヴィッツィーニ (CT)